# Villaldemiro
Villaldemiro ist ein Ort und eine Gemeinde (municipio) mit 91 Einwohnern (Stand: 2024) in der Provinz Burgos in der nordspanischen Autonomen Region Kastilien-León. Die Gemeinde gehört zur Comarca Odra-Pisuerga.

## Lage
Villaldemiro liegt in der kastilischen Hochebene (meseta) in einer Höhe von etwa 828 Metern ü. d. M. und etwa 29 Kilometer in südsüdwestlicher Entfernung von der Stadt Burgos. Der Río Arlanzón begrenzt die Gemeinde im Südosten. Durch die Gemeinde führt die Autovía A-62.

## Bevölkerungsentwicklung
| Jahr      | 1970 | 1981 | 1991 | 2001 | 2011 | 2021 |
| Einwohner | 137  | 99   | 93   | 80   | 75   | 99   |

## Wirtschaft
Die Region ist seit Jahrhunderten wesentlich von der Landwirtschaft geprägt; die Bewohner früherer Zeiten lebten hauptsächlich als Selbstversorger, aber auch Handwerk und Kleinhandel spielten eine Rolle. Ein Schwerpunkt lag auf der Anzucht von Bäumen aller Art, die letztlich in ganz Zentralspanien angepflanzt wurden.

## Sehenswürdigkeiten
- Jakobuskirche (Iglesia de Santiago Apóstol)

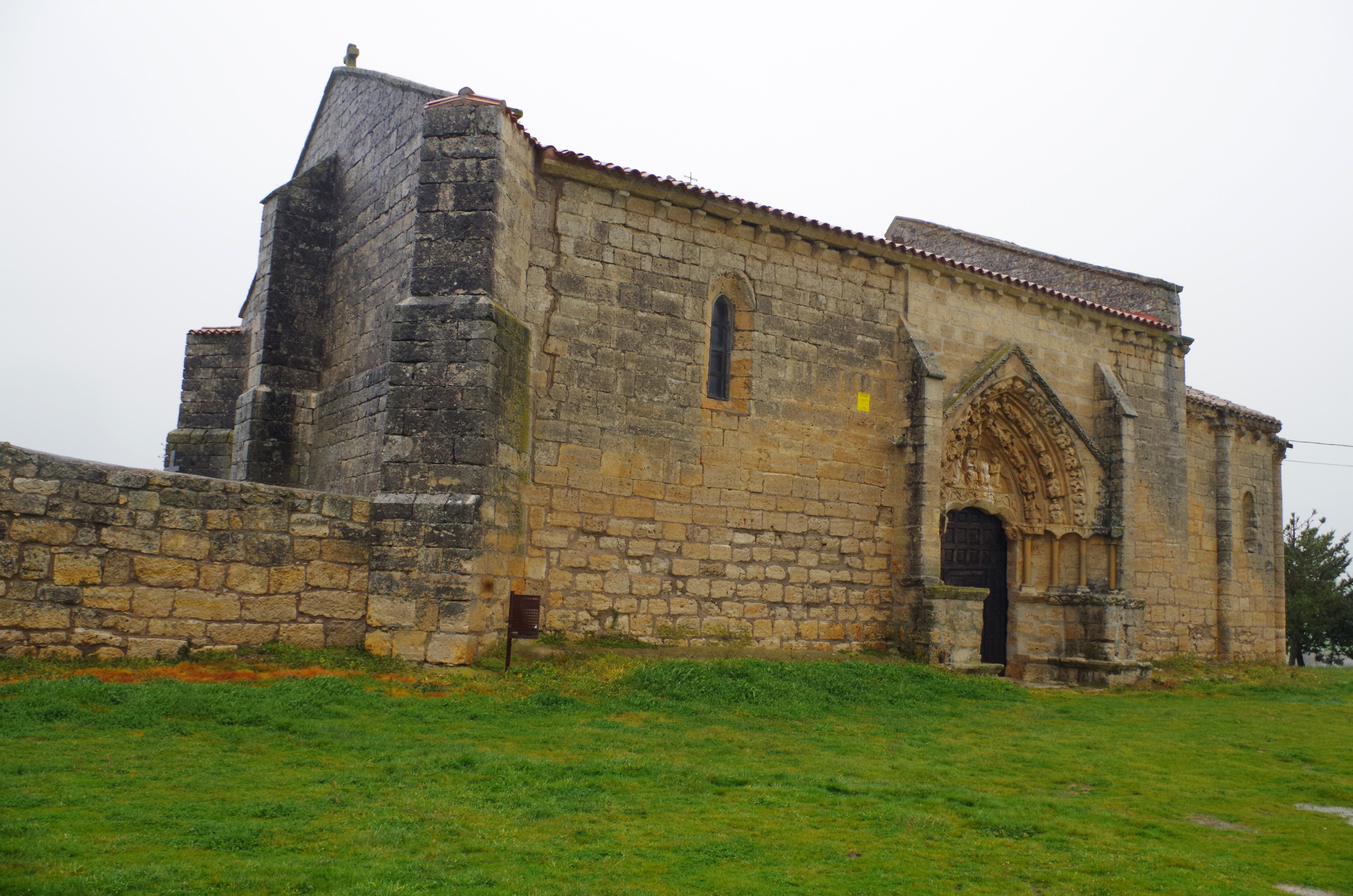
Jakobuskirche

## Persönlichkeiten
- Victor de la Peña Pérez (1933–2015), Apostolischer Vikar von Requena (1987–2005)